# Batimetria

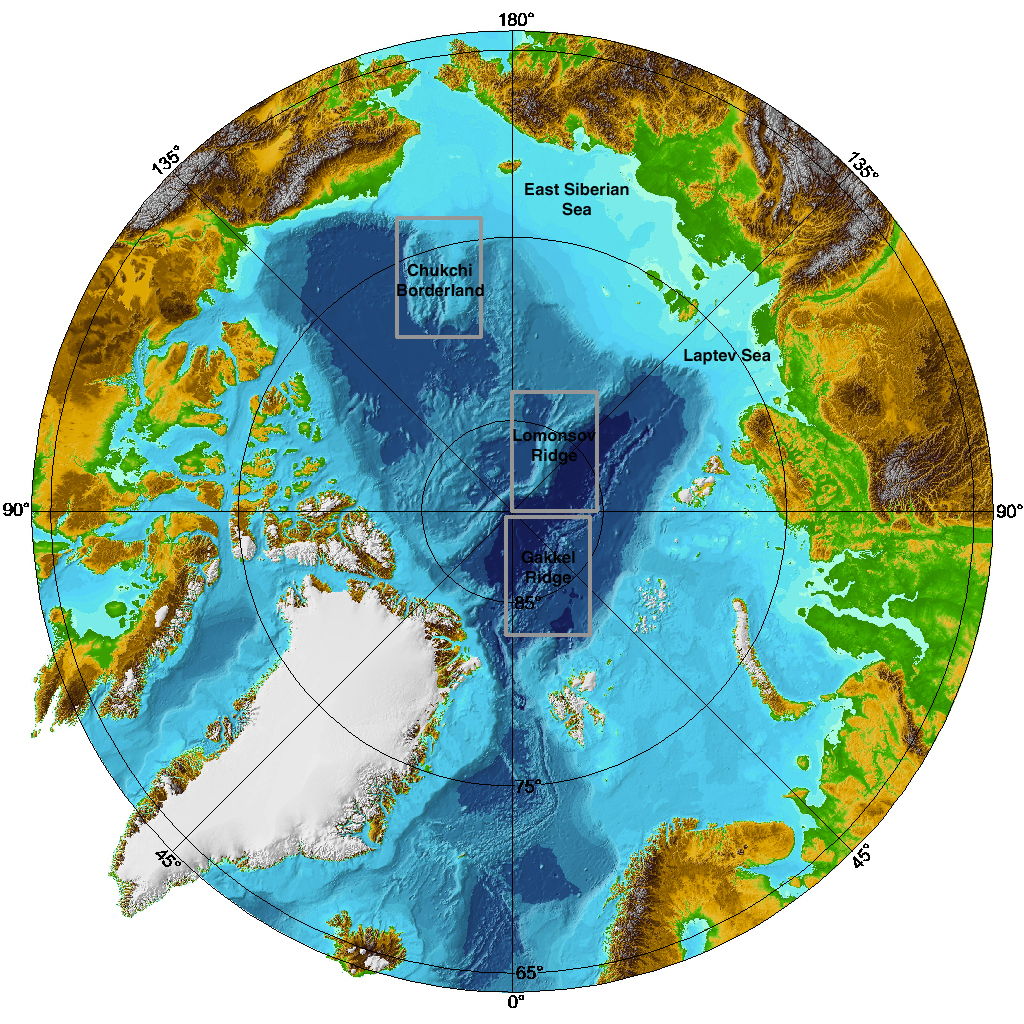
Carta batimetrica dell'Oceano Artico.

La batimetria è una branca dell'oceanografia che si occupa della misura delle profondità, della rappresentazione grafica e dello studio morfologico dei fondali marini e lacustri. È alla base della produzione di carte batimetriche nelle quali i fondali marini vengono rappresentati, in genere anche grazie al tracciamento delle isobate.

## Etimologia
La parola proviene dal greco βαθυς (profondo) e μετρον (misura).

## Applicazioni
Trova applicazione nella progettazione di opere di ingegneria costiera, nello studio di bacini fluviali e sistemazioni fluviali, nella geologia marina e in molti altri settori connessi. Si avvale per le indagini di sistemi acustici (ecoscandagli, multibeam) e di laser batimetrici. Questa strumentazione viene spesso trasportata su navi oceanografiche appositamente attrezzate. Anche i satelliti artificiali vengono utilizzati per effettuare misure batimetriche. Tramite le misure satellitari è possibile rilevare le piccole variazioni del livello della superficie marina determinate dall'interazione gravitazionale tra l'acqua e le masse rocciose che compongono il fondo marino. In generale il livello del mare è lievemente più elevato al di sopra delle dorsali montuose o dei massicci sottomarini che al di sopra di fosse oceaniche o pianure abissali.

### Micro-batimetria
Si parla di micro-batimetria quando il margine di errore delle osservazioni scende nell'ordine dei millimetri o del centimetro. Una precisione di questo genere è richiesta per lo studio dei movimenti tettonici, utile anche al fine di prevedere il rischio sismico. La micro-batimetria viene anche applicata allo studio e alla determinazione delle linee di faglia, spesso associate al rilascio di bolle di metano o di altri gas..